# Championnat du monde des rallyes 2000
Navigation
1999 2001

## Épreuves
|                 |                          |                     |                       |
| Noir = Asphalte | Marron = Terre / Gravier | Bleu = Neige/ glace | Rouge = Surface mixte |

## Calendrier / Résultats
Résultats détaillés sur : juwra.com : résultats détaillés 2000
| Manche | Dates         | Rallye                     | Vainqueur       | Voiture                  |
| ------ | ------------- | -------------------------- | --------------- | ------------------------ |
| 01     | 20/01 - 22/01 | Rallye Monte-Carlo         | Tommi Mäkinen   | Mitsubishi Lancer Evo VI |
| 02     | 10/02 - 13/02 | Rallye de Suède            | Marcus Grönholm | Peugeot 206 WRC          |
| 03     | 25/02 - 27/02 | Rallye Safari              | Richard Burns   | Subaru Impreza WRC       |
| 04     | 16/03 - 19/03 | Rallye du Portugal         | Richard Burns   | Subaru Impreza WRC       |
| 05     | 31/03 - 02/04 | Rallye de Catalogne        | Colin McRae     | Ford Focus WRC           |
| 06     | 11/05 - 14/05 | Rallye d'Argentine         | Richard Burns   | Subaru Impreza WRC       |
| 07     | 09/06 - 11/06 | Rallye de l'Acropole       | Colin McRae     | Ford Focus WRC           |
| 08     | 13/07 - 16/07 | Rallye de Nouvelle-Zélande | Marcus Grönholm | Peugeot 206 WRC          |
| 09     | 18/08 - 20/08 | Rallye de Finlande         | Marcus Grönholm | Peugeot 206 WRC          |
| 10     | 08/09 - 10/09 | Rallye de Chypre           | Carlos Sainz    | Ford Focus WRC           |
| 11     | 29/09 - 01/10 | Tour de Corse              | Gilles Panizzi  | Peugeot 206 WRC          |
| 12     | 20/10 - 22/10 | Rallye Sanremo             | Gilles Panizzi  | Peugeot 206 WRC          |
| 13     | 09/11 - 12/11 | Rallye d'Australie         | Marcus Grönholm | Peugeot 206 WRC          |
| 14     | 23/11 - 26/11 | Rallye de Grande-Bretagne  | Richard Burns   | Subaru Impreza WRC       |

## Classements

### Système de points en vigueur
| 10 pts | 6 pts | 4 pts | 3 pts | 2 pts | 1 pt |

| 10 pts | 6 pts | 4 pts | 3 pts | 2 pts | 1 pt |

### Classement constructeurs
| Classement constructeurs | Classement constructeurs | Classement constructeurs | Classement constructeurs | Classement constructeurs | Classement constructeurs | Classement constructeurs | Classement constructeurs | Classement constructeurs | Classement constructeurs | Classement constructeurs | Classement constructeurs | Classement constructeurs | Classement constructeurs | Classement constructeurs | Classement constructeurs | Classement constructeurs |
| Rang                     | Constructeur             | MON                      | SWE                      | KEN                      | POR                      | ESP                      | ARG                      | GRE                      | NZL                      | FIN                      | CYP                      | FRA                      | ITA                      | AUS                      | GBR                      | Total                    |
| ------------------------ | ------------------------ | ------------------------ | ------------------------ | ------------------------ | ------------------------ | ------------------------ | ------------------------ | ------------------------ | ------------------------ | ------------------------ | ------------------------ | ------------------------ | ------------------------ | ------------------------ | ------------------------ | ------------------------ |
| 1                        | Peugeot                  | 0                        | 11                       | 0                        | 9                        | 3                        | 6                        | 2                        | 10                       | 13                       | 4                        | 16                       | 16                       | 14                       | 7                        | 111                      |
| 2                        | Ford                     | 6                        | 4                        | 3                        | 4                        | 14                       | 0                        | 16                       | 10                       | 6                        | 16                       | 4                        | 5                        | 0                        | 3                        | 91                       |
| 3                        | Subaru                   | 4                        | 5                        | 16                       | 10                       | 6                        | 13                       | 4                        | 0                        | 2                        | 4                        | 5                        | 1                        | 6                        | 12                       | 88                       |
| 4                        | Mitsubishi               | 12                       | 6                        | 0                        | 2                        | 3                        | 6                        | 0                        | 0                        | 4                        | 2                        | 0                        | 4                        | 0                        | 4                        | 43                       |
| 5                        | SEAT                     | 3                        | 0                        | 4                        | 0                        | 0                        | 0                        | 0                        | 0                        | 0                        | 0                        | 1                        | 0                        | 3                        | 0                        | 11                       |
| 6                        | Hyundai                  | 0                        | 0                        | 0                        | 0                        | 0                        | 1                        | 0                        | 3                        | 1                        | 0                        | 0                        | 0                        | 3                        | 0                        | 8                        |
| 7                        | Škoda                    | 1                        | 0                        | 3                        | 1                        | 0                        | 0                        | 3                        | 0                        | 0                        | 0                        | 0                        | 0                        | 0                        | 0                        | 8                        |

### Classement pilotes
| Classement pilotes | Classement pilotes | Classement pilotes | Classement pilotes | Classement pilotes | Classement pilotes | Classement pilotes | Classement pilotes | Classement pilotes | Classement pilotes | Classement pilotes | Classement pilotes | Classement pilotes | Classement pilotes | Classement pilotes | Classement pilotes | Classement pilotes |
| Rang               | Pilotes            | MON                | SWE                | KEN                | POR                | ESP                | ARG                | GRE                | NZL                | FIN                | CYP                | FRA                | ITA                | AUS                | GBR                | Total              |
| ------------------ | ------------------ | ------------------ | ------------------ | ------------------ | ------------------ | ------------------ | ------------------ | ------------------ | ------------------ | ------------------ | ------------------ | ------------------ | ------------------ | ------------------ | ------------------ | ------------------ |
| 1                  | Marcus Grönholm    | Ret                | 1                  | Ret                | 2                  | 5                  | 2                  | Ret                | 1                  | 1                  | Ret                | 5                  | 4                  | 1                  | 2                  | 65                 |
| 2                  | Richard Burns      | Ret                | 5                  | 1                  | 1                  | 2                  | 1                  | Ret                | Ret                | Ret                | 4                  | 4                  | Ret                | 2                  | 1                  | 60                 |
| 3                  | Carlos Sainz       | 2                  | Ret                | 4                  | 3                  | 3                  | Ret                | 2                  | 3                  | 14                 | 1                  | 3                  | 5                  | Ret                | 4                  | 46                 |
| 4                  | Colin McRae        | Ret                | 3                  | Ret                | Ret                | 1                  | Ret                | 1                  | 2                  | 2                  | 2                  | Ret                | 6                  | Ret                | Ret                | 43                 |
| 5                  | Tommi Mäkinen      | 1                  | 2                  | Ret                | Ret                | 4                  | 3                  | Ret                | Ret                | 4                  | 5                  | Ret                | 3                  | DSQ                | 3                  | 36                 |
| 6                  | François Delecour  | Ret                | 7                  |                    | 5                  | 7                  | 13                 | 9                  | Ret                | 6                  | 3                  | 2                  | 2                  | 3                  | 6                  | 24                 |
| 7                  | Gilles Panizzi     | Ret                |                    | Ret                |                    | 6                  |                    |                    |                    |                    |                    | 1                  | 1                  | Ret                | 8                  | 21                 |
| 8                  | Juha Kankkunen     | 3                  | 6                  | 2                  | Ret                | Ret                | 4                  | 3                  | Ret                | 8                  | 7                  |                    |                    | Ret                | 5                  | 20                 |
| 9                  | Harri Rovanperä    |                    | 12                 |                    | 4                  |                    |                    |                    |                    | 3                  |                    |                    |                    |                    | 10                 | 7                  |
| 10                 | Petter Solberg     |                    |                    | 5                  | Ret                |                    | 6                  | Ret                | 4                  | Ret                | DNS                | Ret                | 9                  | Ret                | Ret                | 6                  |
| 11                 | Kenneth Eriksson   |                    | 13                 |                    | Ret                | 23                 | 8                  | Ret                | 5                  | 15                 |                    | Ret                | 45                 | 4                  | Ret                | 5                  |
| 12                 | Didier Auriol      | Ret                | 10                 | 3                  | 10                 | 13                 | Ret                | Ret                | Ret                | 11                 | Ret                | 8                  | 17                 | 8                  | 9                  | 4                  |
| 13                 | Toshihiro Arai     |                    |                    | 6                  |                    | 16                 |                    | 4                  | Ret                |                    | 9                  |                    |                    | 13                 | Ret                | 4                  |
| 14                 | Toni Gardemeister  | 4                  | Ret                | Ret                | 9                  | Ret                | Ret                | Ret                | Ret                | Ret                | Ret                | 11                 | Ret                | 6                  | 12                 | 4                  |
| 15                 | Freddy Loix        | 6                  | 8                  | Ret                | 6                  | 8                  | 5                  | Ret                | Ret                | Ret                | 8                  | Ret                | 8                  | Ret                | Ret                | 4                  |
| 16                 | Thomas Rådström    |                    | 4                  |                    | Ret                |                    |                    |                    |                    |                    |                    |                    |                    |                    |                    | 3                  |
| 17                 | Bruno Thiry        | 5                  |                    |                    |                    |                    |                    |                    |                    |                    |                    |                    |                    |                    |                    | 2                  |
| 18                 | Armin Schwarz      | 7                  |                    | 7                  | 8                  | 11                 |                    | 5                  |                    |                    | Ret                |                    | 12                 |                    | 13                 | 2                  |
| 19                 | Sebastian Lindholm |                    |                    |                    |                    |                    |                    |                    |                    | 5                  |                    |                    |                    |                    |                    | 2                  |
| 20                 | Tapio Laukkanen    |                    |                    |                    |                    |                    |                    |                    |                    | Ret                |                    |                    |                    | 5                  | Ret                | 2                  |
| 21                 | Abdullah Bakhashab |                    | 27                 |                    | Ret                | 15                 |                    | 6                  |                    | 28                 | Ret                |                    | 44                 |                    |                    | 1                  |
| 22                 | Possum Bourne      |                    |                    |                    |                    |                    |                    |                    | 6                  |                    |                    |                    |                    | 7                  |                    | 1                  |
| 23                 | Markko Märtin      |                    | 9                  |                    | 7                  | 10                 |                    | Ret                |                    | 10                 | 6                  |                    | Ret                | Ret                | 7                  | 1                  |
| 24                 | Piero Liatti       |                    |                    |                    |                    |                    |                    |                    |                    |                    |                    | 6                  | Ret                |                    |                    | 1                  |